# RV Melville
R/V Melville - originariamente costruita come USNS Melville (T-AGOR-14) - è una nave di ricerca gestita da Scripps Institution of Oceanography per la ricerca oceanografica. Prende il suo nome da George Wallace Melville, un noto esploratore artico e capo dell'Ufficio di Ingegneria del vapore(1887-1903). La R/V Melville è attualmente la più antica nave attiva in ricerche ed è nella flotta del University-National Oceanographic Laboratory System (UNOLS).

## Storia
R/V Melville è la seconda nave della Marina ad essere chiamata così, il nome Melville (AGOR 14) è stato stabilito il 12 luglio 1967 dal Shipbuilding Company Defoe a Bay City, Michigan, fu lanciata il 10 luglio 1968; sponsorizzata dalla signora Elford A. Cederberg, moglie del membro del Congresso Elford Albin Cederberg; è stata completata e consegnata alla Marina il 1 ° agosto 1969; fu messa in servizio del Military Sealift Command per il Servizio di trasporto con il nome USNS Melville (T-AGOR 14) e poi noleggiata al Scripps Institution of Oceanography per ricerche oceanografiche.
Anche se spesso indicato come una Robert D. Conrad-class nave da ricerca oceanografica, la nave è di un aspetto del tutto diverso, sia nel design che nelle dimensioni, come evidenziato dal confronto tra le due navi: quantitativi caricati Melville 2.944 e la Conrad 1,370, le dimensioni di 279' X 46' X 16.6' al contrario di Conrad 208'10” X 37'5” X 15'2”, dell'aspetto generale, il layout e, più distintamente, i sistemi di propulsione completamente diversi. Il sistema originale di Melville era un sistema cicloidale, successivamente modificata con un avanzato sistema di doppia propulsione 1.385 hp diesel ed elettrico 1.385 hp Z-Drive Lips, con un propulsore retrattile sotto i motori principali da 900 hp azimutale che permette alla nave di muoversi a 360 °, mentre la classe Conrad è monovite 2.500 shp diesel-elettrico con un propulsore di prua retrattile azmuthing.

### Storia: operazioni di ricerca
Nel corso della sua lunga carriera, Melville ha navigato su quasi tutti gli oceani del mondo nella ricerca della conoscenza scientifica. Rimodernata nei primi anni 1990, con l'allungamento dello scafo, l'aumento della capacità di carico a 2670 tonnellate (a pieno carico) ed è stato installato un nuovo sistema di propulsione.

## Navi sorelle
La nave gemella di Melville è la R/V Knorr, che è stato lanciata nel 1968.

## Ruolo nel film "King Kong"
La Melville è stata utilizzata nel film del 1976 King Kong con Jessica Lange. È stata utilizzata proprio grazie al suo propulsore con ingranaggi conici che a quel tempo le permisero di muoversi lateralmente. Questo tipo di unità è utilizzata, sulle navi di ricerca, per mantenere la stazione in mare durante trivellazioni e carotaggi.